# Goya-díj a legjobb filmnek
A legjobb filmnek járó Goya-díjat az 1987-ben megtartott, első díjátadó óta adják át. Az első nyertes Fernando Fernán Gómez El viaje a ninguna parte (1986) című filmje volt.
Számos, a kategóriában jelölt film megmérettette magát a legjobb nemzetközi játékfilmnek járó Oscar-díjért. Az Asszonyok a teljes idegösszeomlás szélén (1988), A szív titkai (1997), A nagyapa (1998), valamint a Fájdalom és dicsőség (2019) jelöléseket szerzett, míg a Belle Époque (1992), a Mindent anyámról (1999) és A belső tenger (2004) el is nyerte azt. 
Az argentin gyártású Szemekbe zárt titkok (2009) és Eszeveszett mesék (2014) című filmeket szintén jelölték a díjra, előbbi győzedelmeskedett is. A mexikói–spanyol koprodukcióban készült A faun labirintusa (2006) szintén indult a díjért.

## Győztesek és jelöltek
- – Oscar-nyertes film legjobb nemzetközi játékfilm kategóriában
- – Oscarra jelölt film legjobb nemzetközi játékfilm kategóriában

A kialakult gyakorlat szerint az Év oszlop a megjelenés dátumára utal, a tényleges díjátadót a következő évben tartották meg: például az 1999-es év legjobb filmje díjat a 2000-es díjkiosztó ceremónián adták át. 
Az alábbi listában minden évnél az első helyen a győztes áll, ezt követi a többi jelölt. 

### 1980-as évek
| Év                                       | Magyar cím                               | Eredeti cím              | Rendező                 |
| 1986 (1. gála)                           |                                          |                          |                         |
| ---------------------------------------- | ---------------------------------------- | ------------------------ | ----------------------- |
| 1986 (1. gála)                           |                                          | El viaje a ninguna parte | Fernando Fernán Gómez   |
| 1986 (1. gála)                           |                                          | 27 horas                 | Montxo Armendáriz       |
| 1986 (1. gála)                           | Az álmok fele                            | La mitad del cielo       | Manuel Gutiérrez Aragón |
| 1987 (2. gála)                           |                                          |                          |                         |
| Eleven erdő                              | El bosque animado                        | José Luis Cuerda         |                         |
|                                          | Divinas palabras                         | José Luis García Sánchez |                         |
|                                          | El Lute: camina o revienta               | Vicente Aranda           |                         |
| 1988 (3. gála)                           |                                          |                          |                         |
| Asszonyok a teljes idegösszeomlás szélén | Mujeres al borde de un ataque de nervios | Pedro Almodóvar          |                         |
| Az alagút                                | El túnel                                 | Antonio Drove            |                         |
|                                          | Diario de invierno                       | Francisco Regueiro       |                         |
|                                          | Espérame en el cielo                     | Antonio Mercero          |                         |
|                                          | Remando al viento                        | Gonzalo Suárez           |                         |
| 1989 (4. gála)                           |                                          |                          |                         |
| Őrült majom                              | El sueño del mono loco                   | Fernando Trueba          |                         |
|                                          | El niño de la luna                       | Agustí Villaronga        |                         |
|                                          | Esquilache                               | Josefina Molina          |                         |
|                                          | Montoyas y Tarantos                      | Vicente Escrivá          |                         |
|                                          | El mar y el tiempo                       | Fernando Fernán Gómez    |                         |

### 1990-es évek
| Év                                          | Magyar cím                                      | Eredeti cím             | Rendező           |
| 1990 (5. gála)                              |                                                 |                         |                   |
| ------------------------------------------- | ----------------------------------------------- | ----------------------- | ----------------- |
| 1990 (5. gála)                              | Jaj, Carmela!                                   | ¡Ay Carmela!            | Carlos Saura      |
| 1990 (5. gála)                              | Kötözz meg és ölelj!                            | ¡Átame!                 | Pedro Almodóvar   |
| 1990 (5. gála)                              |                                                 | Las cartas de Alou      | Montxo Armendáriz |
| 1991 (6. gála)                              |                                                 |                         |                   |
| Szeretők                                    | Amantes                                         | Vicente Aranda          |                   |
|                                             | Don Juan en los infiernos                       | Gonzalo Suárez          |                   |
| Az elképedt király                          | El rey pasmado                                  | Imanol Uribe            |                   |
| 1992 (7. gála)                              |                                                 |                         |                   |
| Belle Époque                                | Belle Époque                                    | Fernando Trueba         |                   |
| Sonka, sonka                                | Jamón, jamón                                    | Bigas Luna              |                   |
| Tőrbe csalva                                | El maestro de esgrima                           | Pedro Olea              |                   |
| 1993 (8. gála)                              |                                                 |                         |                   |
| Börtönbe mindenki!                          | Todos a la cárcel                               | Luis García Berlanga    |                   |
| Árnyakkal csatázva                          | Sombras en una batalla                          | Mario Camus             |                   |
| A betolakodó                                | Intruso                                         | Vicente Aranda          |                   |
| 1994 (9. gála)                              |                                                 |                         |                   |
| Megszámlált napok                           | Días contados                                   | Imanol Uribe            |                   |
|                                             | Canción de cuna                                 | José Luis Garci         |                   |
|                                             | La pasión turca                                 | Vicente Aranda          |                   |
| 1995 (10. gála)                             |                                                 |                         |                   |
| Senki sem fog beszélni rólunk, ha meghalunk | Nadie hablará de nosotras cuando hayamos muerto | Agustín Díaz Yanes      |                   |
| A Fenevad napja                             | El día de la bestia                             | Álex de la Iglesia      |                   |
| Szájból szájba                              | Boca a boca                                     | Manuel Gómez Pereira    |                   |
| 1996 (11. gála)                             |                                                 |                         |                   |
| Halálos tézis                               | Tesis                                           | Alejandro Amenábar      |                   |
|                                             | Bwana                                           | Imanol Uribe            |                   |
| A kertész kutyája                           | El perro del hortelano                          | Pilar Miró              |                   |
| 1997 (12. gála)                             |                                                 |                         |                   |
| A szerencsecsillag                          | La buena estrella                               | Ricardo Franco          |                   |
| Martin H                                    | Martín (Hache)                                  | Adolfo Aristarain       |                   |
| A szív titkai                               | Secretos del corazón                            | Montxo Armendáriz       |                   |
| 1998 (13. gála)                             |                                                 |                         |                   |
| Álomlány                                    | La niña de tus ojos                             | Fernando Trueba         |                   |
| Barrio – Külvárosi utcák                    | Barrio                                          | Fernando León de Aranoa |                   |
| A nagyapa                                   | El abuelo                                       | José Luis Garci         |                   |
| Nyisd ki a szemed                           | Abre los ojos                                   | Alejandro Amenábar      |                   |
| 1999 (14. gála)                             |                                                 |                         |                   |
| Mindent anyámról                            | Todo sobre mi madre                             | Pedro Almodóvar         |                   |
| Ha majd visszatérsz hozzám                  | Cuando vuelvas a mi lado                        | Gracia Querejeta        |                   |
| Hogyan beszélnek a lepkék?                  | La lengua de las mariposas                      | José Luis Cuerda        |                   |
| Magány                                      | Solas                                           | Benito Zambrano         |                   |

### 2000-es évek
| Év                            | Magyar cím                      | Eredeti cím              | Rendező            |
| 2000 (15. gála)               |                                 |                          |                    |
| ----------------------------- | ------------------------------- | ------------------------ | ------------------ |
| 2000 (15. gála)               | Golyó                           | El bola                  | Achero Mañas       |
| 2000 (15. gála)               | A közösség                      | La comunidad             | Álex de la Iglesia |
| 2000 (15. gála)               |                                 | Leo                      | José Luis Borau    |
| 2000 (15. gála)               | Te vagy az egyetlen             | Una historia de entonces | José Luis Garci    |
| 2001 (16. gála)               |                                 |                          |                    |
| Más világ                     | Los otros                       | Alejandro Amenábar       |                    |
| Bokszmeccs a lélekért         | Sin noticias de Dios            | Agustín Díaz Yanes       |                    |
| Őrült Johanna                 | Juana la Loca                   | Vicente Aranda           |                    |
| A szex és Lucia               | Lucía y el sexo                 | Julio Medem              |                    |
| 2002 (17. gála)               |                                 |                          |                    |
| Napfényes hétfők              | Los lunes al sol                | Fernando León de Aranoa  |                    |
| Beszélj hozzá                 | Hable con ella                  | Pedro Almodóvar          |                    |
| Vágyastársak                  | El otro lado de la cama         | Emilio Martínez Lázaro   |                    |
| Város határok nélkül          | En la ciudad sin límites        | Antonio Hernández        |                    |
| 2003 (18. gála)               |                                 |                          |                    |
| Többet ne! (Vedd el a szemem) | Te doy mis ojos                 | Icíar Bollaín            |                    |
| Az élet nélkülem              | Mi vida sin mí                  | Isabel Coixet            |                    |
| A negyedik emelet             | Planta 4ª                       | Antonio Mercero          |                    |
| Salamina katonái              | Soldados de Salamina            | David Trueba             |                    |
| 2004 (19. gála)               |                                 |                          |                    |
| A belső tenger                | Mar adentro                     | Alejandro Amenábar       |                    |
|                               | Roma                            | Adolfo Aristarain        |                    |
| Rossz nevelés                 | La mala educación               | Pedro Almodóvar          |                    |
|                               | Tiovivo c. 1950                 | José Luis Garci          |                    |
| 2005 (20. gála)               |                                 |                          |                    |
| A szavak titkos élete         | La vida secreta de las palabras | Isabel Coixet            |                    |
| 7 szűz                        | 7 vírgenes                      | Alberto Rodríguez        |                    |
|                               | Obaba                           | Montxo Armendáriz        |                    |
| Utcalányok                    | Princesas                       | Fernando León de Aranoa  |                    |
| 2006 (21. gála)               |                                 |                          |                    |
| Volver                        | Volver                          | Pedro Almodóvar          |                    |
| Alatriste kapitány            | Alatriste                       | Agustín Díaz Yanes       |                    |
| A faun labirintusa            | El laberinto del fauno          | Guillermo del Toro       |                    |
|                               | Salvador (Puig Antich)          | Manuel Huerga            |                    |
| 2007 (22. gála)               |                                 |                          |                    |
|                               | La soledad                      | Jaime Rosales            |                    |
| 13 rózsa                      | Las 13 rosas                    | Emilio Martínez Lázaro   |                    |
| Árvaház                       | El orfanato                     | Juan Antonio Bayona      |                    |
| Hét francia biliárdasztal     | Siete mesas de billar francés   | Gracia Querejeta         |                    |
| 2008 (23. gála)               |                                 |                          |                    |
|                               | Camino                          | Javier Fesser            |                    |
| A bosszú angyalai             | Sólo quiero caminar             | Agustín Díaz Yanes       |                    |
|                               | Los crímenes de Oxford          | Álex de la Iglesia       |                    |
| Vak napraforgók               | Los girasoles ciegos            | José Luis Cuerda         |                    |
| 2009 (24. gála)               |                                 |                          |                    |
| 211-es cella                  | Celda 211                       | Daniel Monzón            |                    |
| Agora                         | Ágora                           | Alejandro Amenábar       |                    |
| A győzelem tánca              | El baile de la victoria         | Fernando Trueba          |                    |
| Szemekbe zárt titkok          | El secreto de sus ojos          | Juan José Campanella     |                    |

### 2010-es évek
| Év                          | Magyar cím                           | Eredeti cím                                 | Rendező            |
| 2010 (25. gála)             |                                      |                                             |                    |
| --------------------------- | ------------------------------------ | ------------------------------------------- | ------------------ |
| 2010 (25. gála)             | Fekete lelkek                        | Pa negre                                    | Agustí Villaronga  |
| 2010 (25. gála)             | Egy őrült szerelem balladája         | Balada triste de trompeta                   | Álex de la Iglesia |
| 2010 (25. gála)             | Élve eltemetve                       | Buried (Enterrado)                          | Rodrigo Cortés     |
| 2010 (25. gála)             | Ismeretlen föld                      | También la lluvia                           | Icíar Bollaín      |
| 2011 (26. gála)             |                                      |                                             |                    |
| Nincs kegyelem              | No habrá paz para los malvados       | Enrique Urbizu                              |                    |
| A bőr, amelyben élek        | La piel que habito                   | Pedro Almodóvar                             |                    |
| Az alvó hang                | La voz dormida                       | Benito Zambrano                             |                    |
| Butch Cassidy visszatér     | Blackthorn                           | Mateo Gil                                   |                    |
| 2012 (27. gála)             |                                      |                                             |                    |
| Hófehérke                   | Blancanieves                         | Pablo Berger                                |                    |
|                             | El artista y la modelo               | Fernando Trueba                             |                    |
| Hetes osztag                | Grupo 7                              | Alberto Rodríguez Librero                   |                    |
| A lehetetlen                | Lo imposible                         | Juan Antonio Bayona                         |                    |
| 2013 (28. gála)             |                                      |                                             |                    |
| Könnyű csukott szemmel élni | Vivir es fácil con los ojos cerrados | David Trueba                                |                    |
| 15 év és egy nap            | 15 años y un día                     | Gracia Querejeta                            |                    |
|                             | Caníbal                              | Manuel Martín Cuenca                        |                    |
| Csókok és gólok             | La gran familia española             | Daniel Sánchez Arévalo                      |                    |
| A seb                       | La herida                            | Fernando Franco                             |                    |
| 2014 (29. gála)             |                                      |                                             |                    |
| Mocsárvidék                 | La isla mínima                       | Alberto Rodríguez                           |                    |
| El Nino – a kölyök          | El Niño                              | Daniel Monzón                               |                    |
| Eszeveszett mesék           | Relatos salvajes                     | Damián Szifrón                              |                    |
|                             | Loreak                               | Jon Garaño, José Mari Goenaga               |                    |
|                             | Magical Girl                         | Carlos Vermut                               |                    |
| 2015 (30. gála)             |                                      |                                             |                    |
|                             | Truman                               | Cesc Gay                                    |                    |
|                             | A cambio de nada                     | Daniel Guzmán                               |                    |
| Az ara                      | La novia                             | Paula Ortiz                                 |                    |
| Egy tökéletes nap           | Un día perfecto                      | Fernando León de Aranoa                     |                    |
|                             | Nadie quiere la noche                | Isabel Coixet                               |                    |
| 2016 (31. gála)             |                                      |                                             |                    |
| Késő harag                  | Tarde para la ira                    | Raúl Arévalo                                |                    |
|                             | El hombre de las mil caras           | Alberto Rodríguez                           |                    |
| Julieta                     | Julieta                              | Pedro Almodóvar                             |                    |
|                             | Que Dios nos perdone                 | Rodrigo Sorogoyen                           |                    |
| Váratlan jóbarát            | Un monstruo viene a verme            | J. A. Bayona                                |                    |
| 2017 (32. gála)             |                                      |                                             |                    |
| Könyvesbolt a tengerparton  | La librería                          | Isabel Coixet                               |                    |
| Óriás                       | Handia                               | Aitor Arregi, Jon Garaño                    |                    |
| Az író                      | El autor                             | Manuel Martín Cuenca                        |                    |
| 1993 nyara                  | Estiu 1993                           | Carla Simón                                 |                    |
|                             | Verónica                             | Paco Plaza                                  |                    |
| 2018 (33. gála)             |                                      |                                             |                    |
| Bajnokok                    | Campeones                            | Javier Fesser                               |                    |
| Carmen és Lola              | Carmen y Lola                        | Arantxa Echevarría                          |                    |
| Két víz között              | Entre dos aguas                      | Isaki Lacuesta                              |                    |
| Mindenki tudja              | Todos lo saben                       | Aszhar Farhadi                              |                    |
| A rendszer                  | El reino                             | Rodrigo Sorogoyen                           |                    |
| 2019 (34. gála)             |                                      |                                             |                    |
| Fájdalom és dicsőség        | Dolor y gloria                       | Pedro Almodóvar                             |                    |
| Amíg a háború tart          | Mientras dure la guerra              | Alejandro Amenábar                          |                    |
| Égető múlt                  | O que arde                           | Oliver Laxe                                 |                    |
| Szabadon                    | Intemperie                           | Benito Zambrano                             |                    |
| A vég nélküli lövészárok    | La trinchera infinita                | Aitor Arregi, Jon Garaño, José Mari Goenaga |                    |

### 2020-as évek
| Év                         | Magyar cím                | Eredeti cím                   | Rendező            |
| 2020 (35. gála)            |                           |                               |                    |
| -------------------------- | ------------------------- | ----------------------------- | ------------------ |
| 2020 (35. gála)            | A lányok                  | Las niñas                     | Pilar Palomero     |
| 2020 (35. gála)            | Adú                       | Adú                           | Salvador Calvo     |
| 2020 (35. gála)            |                           | Ane                           | David Pérez Sañudo |
| 2020 (35. gála)            | Rosa esküvője             | La boda de Rosa               | Icíar Bollaín      |
| 2020 (35. gála)            | Szenvedélyes szomszédok   | Sentimental                   | Cesc Gay           |
| 2021 (36. gála)            |                           |                               |                    |
| A jó főnök                 | El buen patrón            | Fernando León de Aranoa       |                    |
| A Földközi-tenger törvénye | Mediterráneo              | Marcel Barrena                |                    |
| Maixabel                   | Maixabel                  | Icíar Bollaín                 |                    |
| Párhuzamos anyák           | Madres paralelas          | Pedro Almodóvar               |                    |
| Szabadság                  | Libertad                  | Clara Roquet                  |                    |
| 2022 (37. gála)            |                           |                               |                    |
| Szörnyetegek               | As bestas                 | Rodrigo Sorogoyen             |                    |
|                            | Alcarràs                  | Carla Simón                   |                    |
| Altatódal                  | Cinco lobitos             | Alauda Ruiz de Azúa           |                    |
| Franco börtönében          | Modelo 77                 | Alberto Rodríguez             |                    |
| Gyerekek gyerekkel         | La maternal               | Pilar Palomero                |                    |
| 2023 (38. gála)            |                           |                               |                    |
| A hó társadalma            | La sociedad de la nieve   | J. A. Bayona                  |                    |
| A méhek húszezer fajtája   | 20.000 especies de abejas | Estibaliz Urresola Solaguren  |                    |
|                            | Cerrar los ojos           | Víctor Erice                  |                    |
| Egy szerelem               | Un amor                   | Isabel Coixet                 |                    |
|                            | Saben aquell              | David Trueba                  |                    |
| 2024 (39. gála)            |                           |                               |                    |
|                            | El 47                     | Marcel Barrena                |                    |
|                            | La infiltrada             | Arantxa Echevarría            |                    |
|                            | La estrella azul          | Javier Macipe                 |                    |
|                            | Casa en flames            | Dani de la Orden              |                    |
|                            | Segundo premio            | Isaki Lacuesta, Pol Rodríguez |                    |

## Fordítás
- Ez a szócikk részben vagy egészben  a   Goya Award for Best Film című angol Wikipédia-szócikk ezen változatának fordításán alapul.  Az eredeti cikk szerkesztőit annak laptörténete sorolja fel. Ez a jelzés csupán a megfogalmazás eredetét és a szerzői jogokat jelzi, nem szolgál a cikkben szereplő információk forrásmegjelöléseként.

## Kapcsolódó szócikk
- Oscar-díj a legjobb nemzetközi játékfilmnek